# فرانسیس شپرد
سر فرانسیس میچی شپرد (۶ ژانویه ۱۸۹۳–۱۵ مه ۱۹۶۲) یک دیپلمات بریتانیایی و سفیر بریتانیا در فنلاند، ایران و لهستان بود.
او در سال ۱۹۲۰ به وارد امور کنسولی شده و در سانفرانسیسکو، بوینس آیرس، لیما، آنتورپ و هامبورگ خدمت کرد. وی در سال ۱۹۳۲ کاردار پورتو پرنس بود. شپرد همچنین مسئول نمایندگی بریتانیا در سن سالوادور در سال ۱۹۳۴، وزیر مقیم و کنسول در هائیتی از سال ۱۹۳۵ تا ۱۹۳۷، سرکنسول موقت در بارسلونا در مارس-مه ۱۹۳۸، کنسول در درسدن در سال‌های ۱۹۳۸–۳۹. سرپرست سرکنسول در دانتزیگ در ژوئیه تا اوت ۱۹۳۹بوده و  پس از بازگشت به انگلستان پس از شروع جنگ جهانی دوم، او از اکتبر ۱۹۳۹ تا فوریه ۱۹۴۰ در وزارت امور خارجه مشغول به کار شد.
شپرد از سال ۱۹۴۴ تا ۱۹۴۷،سفیر در فنلاند، از سال ۱۹۴۷ تا ۱۹۴۹ سرکنسول بریتانیا در هند شرقی هلند در باتاویا ، از سال ۱۹۵۰ تا ۱۹۵۲ سفیر بریتانیا در ایران و از سال ۱۹۵۲ تا ۱۹۵۴ سفیر بریتانیا در لهستان بود.